# Matt Stonie
Matthew Kai Stonie (San Francisco, Californië, 24 mei 1992) is een Amerikaans wedstrijdeter en YouTuber. Anno 2023 is hij de nummer vijf op de ranglijst van Major League Eating.

## Carrière

### Major League Eating
Op 4 juli 2015 versloeg Stonie achtvoudig kampioen Joey Chestnut bij Nathan's Hot Dog Eating Contest, door 62 hotdogs inclusief broodje te eten. Stonie is daarmee anno 2023 de enige persoon sinds 2007 die Chestnut van de titel af heeft weten te houden.

### YouTube
Op 21 juni 2010 plaatste Stonie zijn eerste video op zijn YouTube kanaal. Op zijn kanaal plaatst hij video's waarin hij grote hoeveelheden voedsel eet in één maaltijd, of doet hij pogingen om wereldrecords te verbreken. In juli 2023 had hij 16.3 miljoen abonnees en waren zijn video's in totaal meer dan 3.5 miljard keer bekeken.

### Stonie Bowls
In augustus 2022 lanceerde Stonie, in samenwerking met TGI Friday's, Stonie Bowls, een restaurantketen met 24 vestigingen gericht op grote rijstgerechten en poké bowls. Bij Stonie Bowls kan ook online worden besteld.